# Ку Сан Бом
Ку Сан Бом (кор. 구상범, нар. 15 червня 1964, Сеул) — південнокорейський футболіст, що грав на позиції захисника. Відомий за виступами в низці південнокорейських клубів, зокрема «Лакі-Голдстар», «Деу Ройялс» та «ПОСКО Атомс», а також національну збірну Південної Кореї, у складі якої він грав на двох чемпіонатах світу.

## Клубна кар'єра
Ку Сан Бом народився в місті Сеулі. Розпочав грати у футбол в Інчхонському університеті, а з 1986 року розпочав грати в професійній команді «Лакі-Голдстар», в якій грав до 1993, взявши участь у 133 матчах чемпіонату. У 1988 році у складі команди Ку став переможцем К-Ліги.
У 1994 році Ку Сан Бом захищав кольори клубу «Деу Ройялс», а в 1995 році грав у команді «ПОСКО Атомс», і по закінченні сезону завершив виступи на футбольних полях.

## Виступи за збірну
У 1988 року Ку Сан Бом дебютував у складі національної збірної Південної Кореї. У цьому ж році в складі олімпійської збірної брав участь у домашніх для південнокорейської збірної літніх Олімпійських іграх у Сеулі. У 1988 році Ку в складі збірної також брав участь у кубку Азії в Катарі. У 1990 році у складі збірної Ку Сан Бом став бронзовим призером Азійських ігор. У 1990 році він також взяв участь у чемпіонаті світу 1990 року в Італії. У 1994 році Ку Сан Бом був у складі збірної на чемпіонатісвіту 1994 року у США, проте вже на поле не виходив. У 1994 році завершив кар'єру у збірній, загалом протягом кар'єри у національній команді провів у її формі 63 матчі, забивши 3 голи.

## Тренерська кар'єра
Після завершення виступів на футбольних полях Ку Сан Бом став футбольним тренером. У 1998—1999 роках він працював асистентом головного тренера національної збірної країни. У 2001—2008 роках Ку працював тренером університетських футбольних команд. У 2016 році колишній футболіст кілька місяців виконував обов'язки головного тренера клубу «Соннам».
| Дата       | Місто        | Господарі         | Результат             | Гості             | Турнір                     | Голи | Примітки |
| ---------- | ------------ | ----------------- | --------------------- | ----------------- | -------------------------- | ---- | -------- |
| 6-1-1988   | Доха         | Південна Корея    | 1 – 1 д.ч. (4-3 п.п.) | Єгипет            | Афро-Азійський кубок 1988  | -    |          |
| 19-6-1988  | Сувон        | Південна Корея    | 4 – 0                 | Замбія            | Кубок Президента 1988      | -    |          |
| 26-10-1988 | Токіо        | Японія            | 0 – 1                 | Південна Корея    | Щорічний матч Корея-Японія | -    |          |
| 3-12-1988  | Доха         | ОАЕ               | 0 – 1                 | Південна Корея    | Кубок Азії                 | -    | 57'      |
| 5-12-1988  | Доха         | Південна Корея    | 2 – 0                 | Японія            | Кубок Азії                 | -    | 46'      |
| 9-12-1988  | Доха         | Катар             | 2 – 3                 | Південна Корея    | Кубок Азії                 | -    |          |
| 14-12-1988 | Доха         | Південна Корея    | 2 – 1                 | КНР               | Кубок Азії                 | -    |          |
| 18-12-1988 | Доха         | Південна Корея    | 0 – 0 д.ч. (3-4 п.п.) | Саудівська Аравія | Кубок Азії                 | -    | 71'      |
| 5-5-1989   | Сеул         | Південна Корея    | 1 – 0                 | Японія            | Щорічний матч Корея-Японія | -    |          |
| 23-5-1989  | Сеул         | Південна Корея    | 3 – 0                 | Сінгапур          | Відбір до ЧС 1990          | -    |          |
| 27-5-1989  | Сеул         | Південна Корея    | 3 – 0                 | Малайзія          | Відбір до ЧС 1990          | -    |          |
| 3-6-1989   | Сінгапур     | Непал             | 0 – 4                 | Південна Корея    | Відбір до ЧС 1990          | -    | 17'      |
| 5-6-1989   | Сінгапур     | Малайзія          | 0 – 3                 | Південна Корея    | Відбір до ЧС 1990          | -    |          |
| 7-6-1989   | Сінгапур     | Сінгапур          | 0 – 3                 | Південна Корея    | Відбір до ЧС 1990          | -    |          |
| 10-8-1989  | Лос-Анджелес | Мексика           | 4 – 2                 | Південна Корея    | Кубок Мальборо 1989        | -    | 46'      |
| 16-9-1989  | Сеул         | Південна Корея    | 0 – 1                 | Єгипет            | товариський матч           | -    | 46'      |
| 13-10-1989 | Сінгапур     | Південна Корея    | 0 – 0                 | Катар             | Відбір до ЧС 1990          | -    |          |
| 16-10-1989 | Сінгапур     | Південна Корея    | 1 – 0                 | Північна Корея    | Відбір до ЧС 1990          | -    |          |
| 20-10-1989 | Сінгапур     | КНР               | 0 – 1                 | Південна Корея    | Відбір до ЧС 1990          | -    |          |
| 25-10-1989 | Сінгапур     | Саудівська Аравія | 0 – 2                 | Південна Корея    | Відбір до ЧС 1990          | -    |          |
| 4-2-1990   | Валлетта     | Південна Корея    | 2 – 3                 | Норвегія          | Кубок Ротманс              | -    |          |
| 10-2-1990  | Аттард       | Мальта            | 1 – 2                 | Південна Корея    | Кубок Ротманс              | -    | ?'       |
| 15-2-1990  | Багдад       | Ірак              | 0 – 0                 | Південна Корея    | товариський матч           | -    |          |
| 18-2-1990  | Каїр         | Єгипет            | 0 – 0                 | Південна Корея    | товариський матч           | -    |          |
| 12-6-1990  | Верона       | Бельгія           | 2 – 0                 | Південна Корея    | ЧС 1990 - 1-й етап         | -    |          |
| 17-6-1990  | Удіне        | Південна Корея    | 1 – 3                 | Іспанія           | ЧС 1990 - 1-й етап         | -    |          |
| 27-7-1990  | Пекін        | Південна Корея    | 2 – 0                 | Японія            | Кубок Династії 1990        | -    | ?'       |
| 29-7-1990  | Пекін        | Південна Корея    | 1 – 0                 | Північна Корея    | Кубок Династії 1990        | -    |          |
| 3-8-1990   | Пекін        | КНР               | 1 – 1 д.ч. (4-5 п.п.) | Південна Корея    | Кубок династії 1990        | -    |          |
| 6-9-1990   | Сеул         | Південна Корея    | 1 – 0                 | Австралія         | товариський матч           | -    |          |
| 23-9-1990  | Пекін        | Південна Корея    | 7 – 0                 | Сінгапур          | Азійські ігри 1990         | -    |          |
| 27-9-1990  | Пекін        | Південна Корея    | 2 – 0                 | КНР               | Азійські ігри 1990         | -    |          |
| 1-10-1990  | Пекін        | Південна Корея    | 1 – 0                 | Кувейт            | Азійські ігри 1990         | 1    |          |
| 3-10-1990  | Пекін        | Південна Корея    | 0 – 1                 | Іран              | Азійські ігри 1990         | -    |          |
| 5-10-1990  | Пекін        | Південна Корея    | 1 – 0                 | Таїланд           | Азійські ігри 1990         | -    |          |
| 11-10-1990 | Пхеньян      | Північна Корея    | 2 – 1                 | Південна Корея    | товариський матч           | -    |          |
| 23-10-1990 | Сеул         | Південна Корея    | 1 – 0                 | Північна Корея    | товариський матч           | -    |          |
| 7-6-1991   | Сеул         | Південна Корея    | 0 – 0                 | Єгипет            | Кубок Президента 1991      | -    | 46'      |
| 11-6-1991  | Кванджу      | Південна Корея    | 1 – 1                 | Мальта            | Кубок Президента 1991      | -    |          |
| 14-6-1991  | Сеул         | Південна Корея    | 0 – 0 д.ч. (4-3 п.п.) | Австралія         | Кубок Президента 1991      | -    |          |
| 16-6-1991  | Сеул         | Південна Корея    | 2 – 0                 | Єгипет            | Кубок Президента 1991      | -    |          |
| 27-7-1991  | Нагасакі     | Японія            | 0 – 1                 | Південна Корея    | Щорічний матч Корея-Японія | -    |          |
| 25-4-1993  | Чханвон      | Південна Корея    | 1 – 1                 | Ірак              | товариський матч           | 1    |          |
| 9-5-1993   | Бейрут       | Бахрейн           | 0 – 0                 | Південна Корея    | Відбір до ЧС 1994          | -    |          |
| 11-5-1993  | Бейрут       | Ліван             | 0 – 1                 | Південна Корея    | Відбір до ЧС 1994          | -    |          |
| 13-5-1993  | Бейрут       | Індія             | 0 – 3                 | Південна Корея    | Відбір до ЧС 1994          | -    |          |
| 15-5-1993  | Бейрут       | Гонконг           | 0 – 3                 | Південна Корея    | Відбір до ЧС 1994          | -    |          |
| 5-6-1993   | Сеул         | Південна Корея    | 4 – 1                 | Гонконг           | Відбір до ЧС 1994          | -    |          |
| 7-6-1993   | Сеул         | Південна Корея    | 2 – 0                 | Ліван             | Відбір до ЧС 1994          | -    |          |
| 9-6-1993   | Сеул         | Південна Корея    | 7 – 0                 | Індія             | Відбір до ЧС 1994          | -    | 51'      |
| 13-6-1993  | Сеул         | Південна Корея    | 3 – 0                 | Бахрейн           | Відбір до ЧС 1994          | 1    |          |
| 19-6-1993  | Сеул         | Південна Корея    | 1 – 2                 | Єгипет            | Кубок Президента 1993      | -    |          |
| 28-6-1993  | Сеул         | Південна Корея    | 0 – 1                 | Єгипет            | Кубок Президента 1993      | -    |          |
| 24-9-1993  | Сеул         | Південна Корея    | 1 – 1                 | Австралія         | товариський матч           | -    |          |
| 26-9-1993  | Сеул         | Південна Корея    | 1 – 0                 | Австралія         | товариський матч           | -    | 55'      |
| 16-10-1993 | Доха         | Іран              | 0 – 3                 | Південна Корея    | Відбір до ЧС 1994          | -    |          |
| 19-10-1993 | Доха         | Ірак              | 2 – 2                 | Південна Корея    | Відбір до ЧС 1994          | -    |          |
| 22-10-1993 | Доха         | Південна Корея    | 1 – 1                 | Саудівська Аравія | Відбір до ЧС 1994          | -    |          |
| 25-10-1993 | Доха         | Японія            | 1 – 0                 | Південна Корея    | Відбір до ЧС 1994          | -    |          |
| 28-10-1993 | Доха         | Південна Корея    | 3 – 0                 | Північна Корея    | Відбір до ЧС 1994          | -    |          |
| 16-2-1994  | Чханвон      | Південна Корея    | 1 – 2                 | Румунія           | товариський матч           | -    | 63'      |
| 26-2-1994  | Лос-Анджелес | Колумбія          | 2 – 2                 | Південна Корея    | товариський матч           | -    | 33'      |
| 1-5-1994   | Сеул         | Південна Корея    | 2 – 2                 | Камерун           | товариський матч           | -    |          |
| Усього     |              | Матчів            | 63                    |                   | Голів                      | 3    |          |

## Титули і досягнення
- Срібний призер Кубка Азії: 1988
- Бронзовий призер Азійських ігор: 1990